# PIGX
PIGX (англ. Phosphatidylinositol glycan anchor biosynthesis class X) — білок, який кодується однойменним геном, розташованим у людей на 3-й хромосомі. Довжина поліпептидного ланцюга білка становить 258 амінокислот, а молекулярна маса — 28 788.
| 10         |  | 20         |  | 30         |  | 40         |  | 50         |
| ---------- |  | ---------- |  | ---------- |  | ---------- |  | ---------- |
| MAARVAAVRA |  | AAWLLLGAAT |  | GLTRGPAAAF |  | TAARSDAGIR |  | AMCSEIILRQ |
| EVLKDGFHRD |  | LLIKVKFGES |  | IEDLHTCRLL |  | IKQDIPAGLY |  | VDPYELASLR |
| ERNITEAVMV |  | SENFDIEAPN |  | YLSKESEVLI |  | YARRDSQCID |  | CFQAFLPVHC |
| RYHRPHSEDG |  | EASIVVNNPD |  | LLMFCDQEFP |  | ILKCWAHSEV |  | AAPCALENED |
| ICQWNKMKYK |  | SVYKNVILQV |  | PVGLTVHTSL |  | VCSVTLLITI |  | LCSTLILVAV |
| FKYGHFSL   |  |            |  |            |  |            |  |            |

A: Аланін

C: Цистеїн

D: Аспарагінова кислота

E: Глутамінова кислота

F: Фенілаланін

G: Гліцин

H: Гістидин

I: Ізолейцин

K: Лізин

L: Лейцин

M: Метіонін

N: Аспарагін

P: Пролін

Q: Глутамін

R: Аргінін

S: Серин

T: Треонін

V: Валін

W: Триптофан

Задіяний у такому біологічному процесі, як альтернативний сплайсинг. 
Локалізований у мембрані, ендоплазматичному ретикулумі.